# Berland
Berland je priimek več oseb:    
- Lucien Berland, francoski entomolog
- Pey Berland, francoski rimskokatoliški nadškof